# Centrantyx tibialis
Centrantyx tibialis är en skalbaggsart som beskrevs av Valck Lucassen 1935. Centrantyx tibialis ingår i släktet Centrantyx och familjen Cetoniidae. Inga underarter finns listade.